# Friburgo (Svizzera)
Friburgo o Friborgo (toponimo italiano; in francese e ufficialmente Fribourg; in tedesco Freiburg o Freiburg im Üechtland; in romancio Friburg) è un comune svizzero di 38 365 abitanti del Canton Friburgo, nel distretto della Sarine; ha lo status di città ed è la capitale del cantone e il capoluogo del distretto. Sorge al centro della regione storica della Nuitonia ed è una città bilingue (francese, prevalente, e tedesco).

## Geografia fisica
Friburgo è situata tra Berna (capitale della Svizzera e del Canton Berna) e Losanna (capitale del Canton Vaud). Il fiume che attraversa la città è la Sarina, scavalcata da vari ponti, tra cui il Poya, inaugurato nel 2014.

## Storia
Friburgo (in francese Fribourg, in tedesco Freiburg, in romancio Friburg) fu fondata nel 1157 dal conte Berthold IV di Zähringen, che la stabilì come punto strategico di commercio e difesa tra la Svizzera tedesca e la Svizzera romanda. Il nome "Friburgo" deriva dal termine tedesco "Freiburg", che significa "città libera", un riferimento al suo status di città autonoma che si sviluppò nel corso dei secoli. Nel 1218, la città passò sotto il controllo dei conti di Kyburg, e successivamente, nel 1277, entrò sotto il dominio degli Asburgo.
Nel 1481, Friburgo divenne membro della Confederazione Elvetica, consolidando il suo ruolo politico e culturale. La sua posizione lungo il fiume Sarine ha favorito lo sviluppo del commercio, che, insieme al suo status di città, le ha conferito importanza regionale.
Nel XIX secolo, Friburgo subì un importante processo di modernizzazione con l'introduzione delle ferrovie, che migliorarono le comunicazioni e favorirono la crescita economica. Oggi, Friburgo è una città bilingue, con il francese come lingua prevalente, ma con una forte influenza tedesca dovuta alla sua posizione tra la Svizzera francese e quella tedesca.

## Monumenti e luoghi d'interesse
La città è divisa in due parti; la parte bassa, detta basse ville, è ricca di edifici medievali e parzialmente circondata da mura.

### Architetture religiose

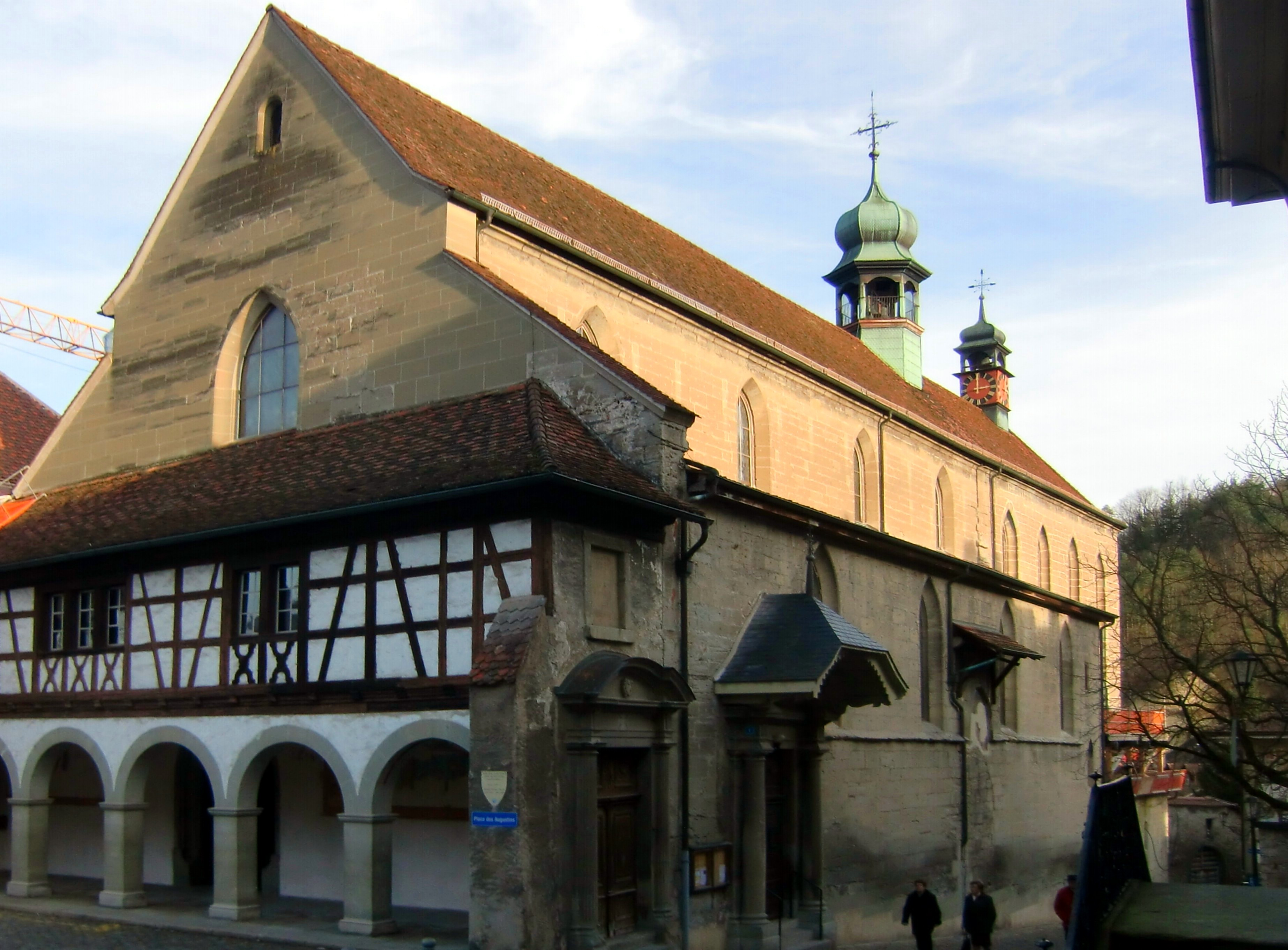
La chiesa di San Maurizio degli Agostiniani

- Cattedrale di San Nicola (già collegiata), eretta ne 1182 e ricostruita nel 1283-1490[1];
- Chiesa dei Frati Minori Conventuali, eretta nel 1256[1];
- Chiesa di San Maurizio degli Agostiniani, eretta nel XIII secolo[1].

### Altro
- Diga della Maigrauge, prima diga europea costruita in calcestruzzo[senza fonte], eretta nel 1869[1].

## Società

### Evoluzione demografica
L'evoluzione demografica è riportata nella seguente tabella:
Abitanti censiti

### Lingue e dialetti
| %      | Ripartizione linguistica (gruppi principali) |
| ------ | -------------------------------------------- |
| 21,16% | madrelingua tedesca                          |
| 63,59% | madrelingua francese                         |
| 3,82%  | madrelingua italiana                         |

La città è sita sul confine linguistico che divide la Svizzera romanda da quella tedesca. La città è stata storicamente germanofona dal Basso Medioevo fino al XIX secolo, quando l'industrializzazione attirò immigrati francofoni dal Canton Friburgo occidentale e meridionale. Nel corso del XIX secolo lo spostamento di contadini germanofoni originari del distretto della Sense verso la Basse Ville favorì la sviluppo del bolze, una lingua creola che combinò francese e svizzero tedesco.
Ufficialmente, la città di Friburgo costituisce oggi un comune di lingua francese, con la lingua tedesca riconosciuta come lingua minoritaria, ma non ufficiale; infatti la segnaletica stradale è interamente monolingue in francese. A partire dagli anni 1950 la minoranza germanofona cominciò a rivendicare i propri diritti linguistici. Per molti anni, i residenti di lingua tedesca della città e del cantone hanno cercato di garantire che il comune di Friburgo diventasse ufficialmente bilingue. Le richieste in questa direzione, tuttavia, sono state finora respinte dal consiglio comunale. Le comunicazioni agli enti pubblici possono essere effettuate sia in francese che in tedesco, e si ha diritto di avere risposta in entrambe le lingue. In tutte le scuole vengono insegnate obbligatoriamente entrambe le lingue. Dal 2013, la segnaletica della stazione ferroviaria è interamente bilingue.

### Religione
La religione prevalente è il cattolicesimo e la città è sede della diocesi di Losanna, Ginevra e Friburgo.

## Cultura

### Università

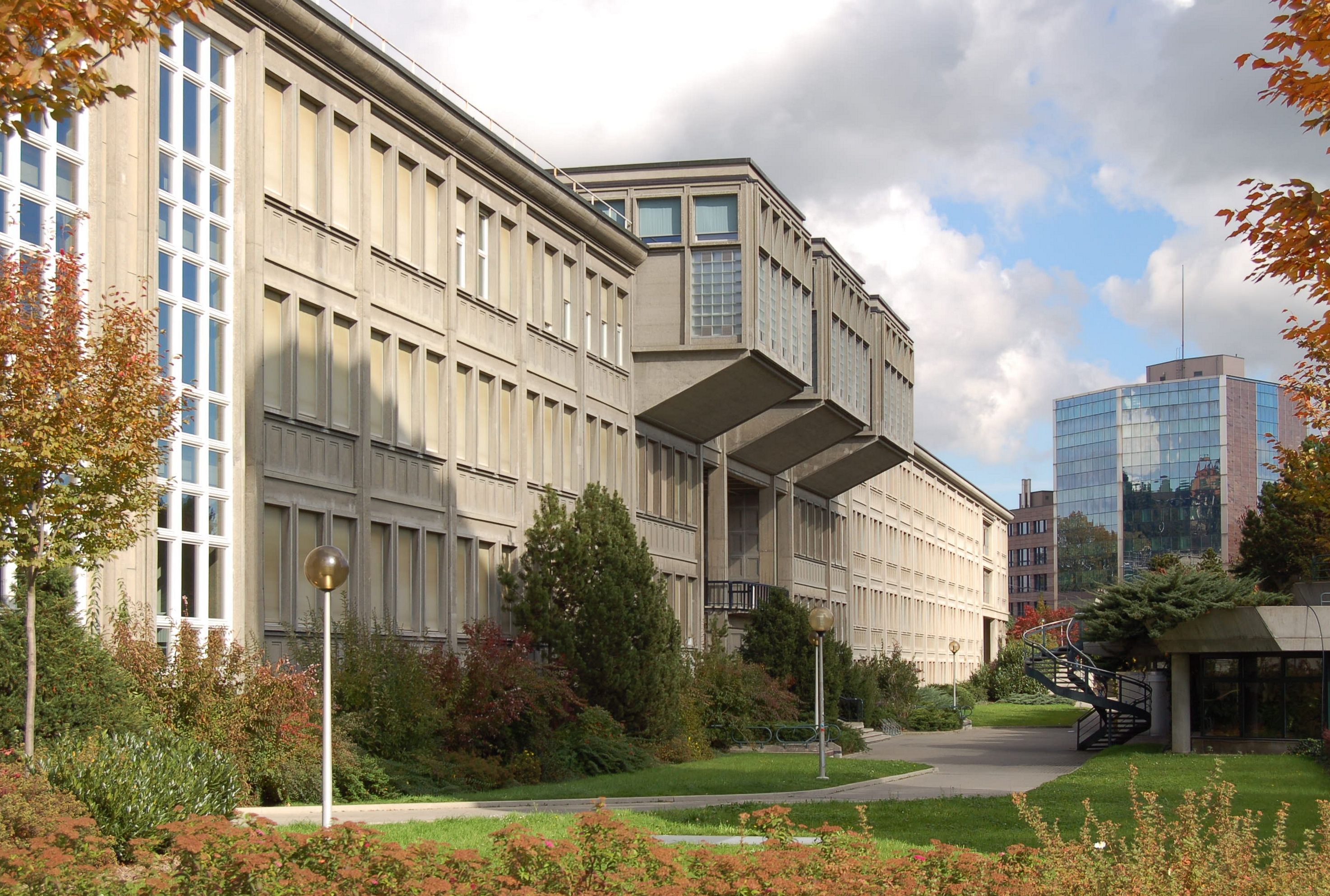
L'edificio principale dell'Università di Friburgo

Nella città ha sede l'Università di Friburgo.

## Geografia antropica

### Frazioni e quartieri
Le frazioni e i quartieri di Friburgo sono:
- Alt
- Auge
- Beauregard
- Bourg
- Bourguillon[8]
- Daillettes
- Gambach
- Les Places
- Neuveville
- Pérolles
- Planches
- Schönberg[senza fonte]
- Vignettaz

## Economia
Friburgo è stata la sede dello storico birrificio Cardinal, fondato nel 1788. Il birrificio ha chiuso i battenti nel 2011, con la produzione a marchio Cardinal spostata a Rheinfelden, nonostante varie mobilitazioni locali per salvare lo stabilimento di Friburgo.

## Infrastrutture e trasporti

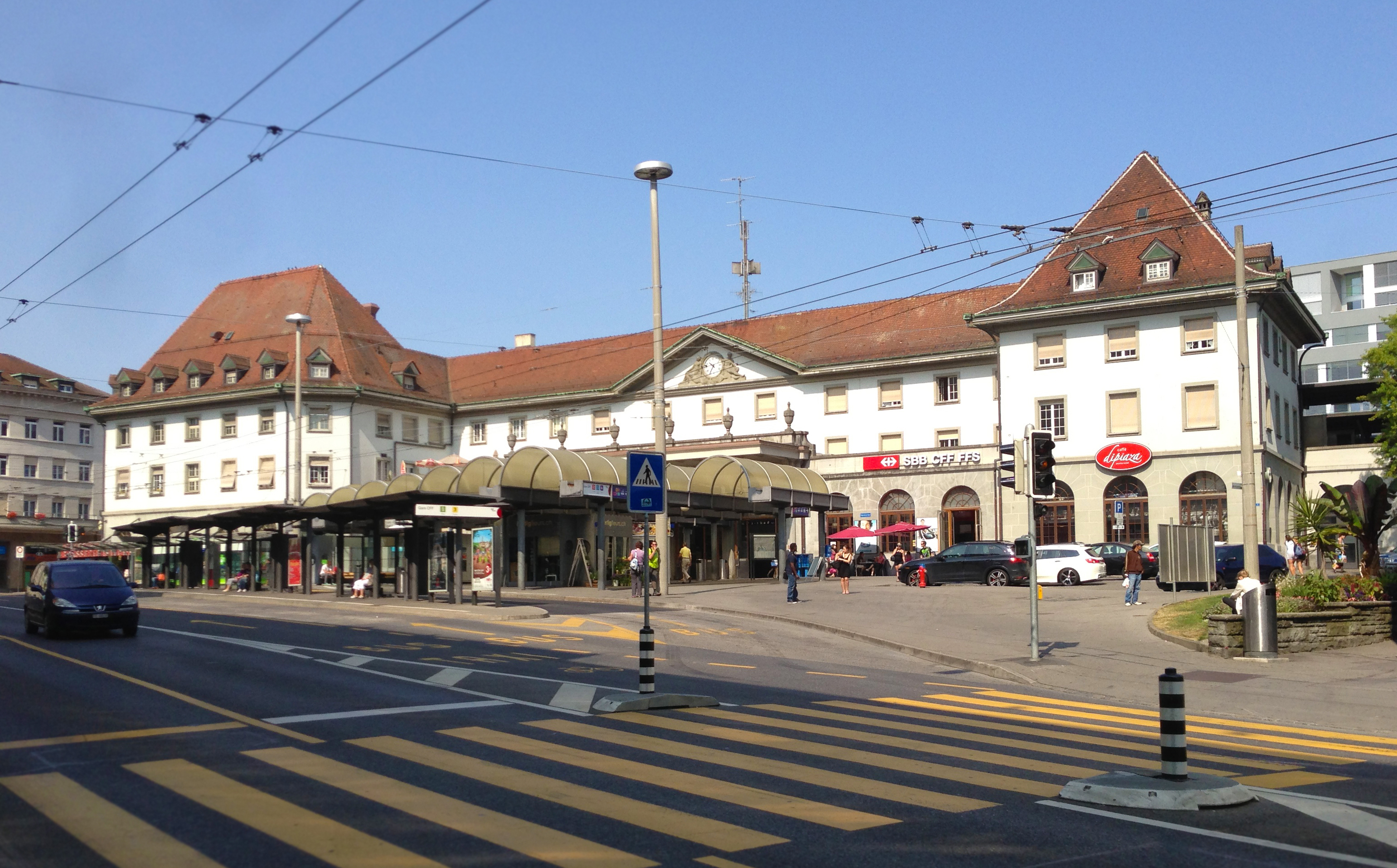
La stazione di Friburgo

Friburgo è servita dall'omonima stazione sulla ferrovia Losanna-Berna, da un servizio filoviario e da una funicolare.

Disegno Guesdon, litho Arnout

## Amministrazione
Ogni famiglia originaria del luogo fa parte del comune patriziale che ha la responsabilità della manutenzione di ogni bene comune.

### Gemellaggi
- Rueil-Malmaison, dal 1992[senza fonte]
- Nova Friburgo[senza fonte]

## Sport
A Friburgo hanno sede la Federazione cestistica della Svizzera e, tra le altre, la squadra di calcio Football Club Fribourg, quella di football americano Fribourg Cardinals, quella di hockey su ghiaccio Hockey Club Fribourg-Gottéron e quella di pallacanestro Fribourg Olympic.